# 라이언 에드워즈
라이언 에드워즈(영어:  Ryan Marc Edwards, 1993년 11월 17일 ~ )은 오스트레일리아의 축구 선수이다. 포지션은 미드필더이며, 현재 SD 아모레비에타 소속이다.